# Internationaler Rat für Sozialwissenschaften
Der Internationale Rat für Sozialwissenschaften (englisch International Social Science Council, kurz ISSC) war ein 1952 gegründeter internationaler Dachverband von sozial- und verhaltenswissenschaftlichen Fachgesellschaften mit Sitz in Paris. 
Die Vereinigung wurde infolge einer Resolution der VI. UNESCO-Generalversammlung von 1951 ins Leben gerufen und von der UNESCO gefördert. 1972 wurde sie in die Dachorganisation von internationalen Fachgesellschaften umgewandelt, seit 1992 konnten auch nationale und regionale Wissenschaftsorganisationen, die auf dem Gebiet der Sozialwissenschaften tätig sind, Mitglied werden. Im Juli 2018 erfolgte der Zusammenschluss mit dem eher naturwissenschaftlich ausgerichteten Internationalen Wissenschaftsrat (ICSU) zum International Science Council (ISC).

## Mitglieder und assoziierte Mitglieder
- Internationale Assoziationen und Vereinigungen, die auf dem Gebiet der Sozialwissenschaften tätig sind
- Nationale Akademien der Sozialwissenschaften
- Nationale Forschungsräte oder deren für Sozialwissenschaften zuständige Abteilungen
- Regionale Vereinigungen der Sozialwissenschaften
- Andere nationale und internationale Organisationen aus dem Gebiet der Sozialwissenschaften

## Aufgaben
- Förderung der sozialwissenschaftlichen Forschung über nationale und regionale Grenzen hinweg;
- Unterstützung des zu sozialwissenschaftlichen Kapazitätsaufbaus, insbesondere in Ländern und Regionen, in denen es zurzeit nicht gut entwickelt ist;
- eine zentrale Anlaufstelle für die Erfassung, Interpretation, Analyse und Verbreitung von Daten auf sozialwissenschaftlichen Ressourcen und deren Verfügbarkeit für Forschung und ihre Auswirkungen auf die Gesellschaft;
- Entwicklung der interdisziplinären Zusammenarbeit zwischen den Sozialwissenschaften;
- Förderung der interdisziplinären Arbeit zwischen den Sozial-, Geistes- und anderen Wissenschaften;
- Nutzung sozialwissenschaftlichen Wissens für die öffentliche Politik und die lokalen Bedürfnisse, um die Qualität des Lebens der Menschen zu verbessern
- Förderung der Sozial-Kompetenz der Bürger.